# Buddleja globosa
Buddleja globosa là một loài thực vật có hoa trong họ Huyền sâm. Loài này được Hope mô tả khoa học đầu tiên năm 1782.